# Tomás Rengifo
Tomás Joaquín Rengifo Ortiz (Cali, 4  de junio de 1840 - Colombia 1883) fue un político y militar colombiano. Militante del Partido Liberal Colombiano.

## Biografía
Fue general del Ejército liberal,participó en la guerra civil colombiana de 1876-1877. Se desempeñó como presidente encargado del Estado Soberano de Antioquia entre el 20 de marzo de 1878 a 24 de enero de 1880, así mismo fue candidato a la presidencia de la República en 1880 fue derrotado en las elecciones presidenciales de 1880 por Rafael Núñez.